# Luces Velásquez
Luz Estella Velásquez Toro (Medellín, 3 de octubre de 1960), más conocida como Luces Velásquez, es una actriz colombiana.

## Filmografía

### Televisión
| Año       | Título                              | Personaje                                                    |
| --------- | ----------------------------------- | ------------------------------------------------------------ |
| 1986      | Gallito Ramírez                     | Monja                                                        |
| 1986      | Oro                                 |                                                              |
| 1986      | Los dueños del poder                |                                                              |
| 1986      | Los cuervos                         |                                                              |
| 1987      | El divino                           |                                                              |
| 1988      | La Posada                           |                                                              |
| 1988      | Los pecados de Inés de Hinojosa     |                                                              |
| 1988      | Zarabanda                           |                                                              |
| 1989      | Romeo y buseta                      |                                                              |
| 1990      | La casa de las dos palmas           | Antonia "Toña"                                               |
| 1991      | Los Victorinos                      | La Mona                                                      |
| 1992      | La 40, la calle del amor            |                                                              |
| 1992      | En cuerpo ajeno                     |                                                              |
| 1993      | La maldición del paraíso            |                                                              |
| 1995      | El manantial                        |                                                              |
| 1995      | Victoria                            | Stella                                                       |
| 1997      | La viuda de blanco                  |                                                              |
| 1999      | Francisco el matemático             | Marlene                                                      |
| 1999-2001 | Yo soy Betty, la fea                | Bertha Muñoz de González                                     |
| 2002      | Ecomoda                             | Bertha Muñoz de González                                     |
| 2003-2004 | El auténtico Rodrigo Leal           | Dolores "Lola" de Villamil                                   |
| 2006      | Sin tetas no hay paraíso            | Margot                                                       |
| 2006-2008 | La hija del mariachi                | Eulalia María Mondragón Rodríguez de Malagone "La Vengadora" |
| 2008      | Novia para dos                      | Leonor Etilde Ríos                                           |
| 2009-2010 | Gabriela, giros del destino         | Carmenza                                                     |
| 2010      | La diosa coronada                   | Matilde Cruz                                                 |
| 2012      | Escobar, el patrón del mal          | Graciela Rojas "La Madrina" (Griselda Blanco)                |
| 2013-2014 | Los graduados                       | Nubia González de Torres                                     |
| 2016      | Bloque de búsqueda                  | Hermilda Gaviria                                             |
| 2016-2017 | Sin senos sí hay paraíso            | Imelda Beltrán                                               |
| 2018-2019 | Loquito por ti                      | Josefina de Botero                                           |
| 2019      | Más allá del tiempo                 | Javiera Londoño (1 episodio)                                 |
| 2019      | El man es Germán                    | Bertha Muñoz de González (Episodio 132)                      |
| 2019      | La Primípara                        | Luz Dary                                                     |
| 2020-2021 | Pa' quererte                        | Doña Consuelo Daza                                           |
| 2021      | Café con aroma de mujer             | Julia Sáenz Vda. de Vallejo                                  |
| 2023      | MasterChef Celebrity                | Ella misma (Participante)                                    |
| 2024-2025 | Betty, la fea: la historia continúa | Bertha Muñoz de González                                     |

## Premios y nominaciones

### Premios India Catalina
| Año  | Categoría                                     | Telenovela o serie | Resultado |
| ---- | --------------------------------------------- | ------------------ | --------- |
| 2020 | Mejor actriz de reparto de telenovela o serie | La primípara       | Nominada  |

### Premios TVyNovelas
| Año  | Categoría                        | Telenovela o serie         | Resultado |
| ---- | -------------------------------- | -------------------------- | --------- |
| 2013 | Mejor actriz antagónica de serie | Escobar, el patrón del mal | Nominada  |